# Ego (Tony Williams)
| Recensione | Giudizio |
| ---------- | -------- |
| AllMusic   |          |

L'album discografico Ego a nome della The Tony Williams Lifetime fu pubblicato dall'etichetta discografica Polydor Records nel maggio del 1971.

## Tracce

### LP
Lato A
Testi e musiche di Tony Williams.
1. Clap City – 0:54 – Registrato nel febbraio-marzo 1971
2. There Comes a Time – 5:54 – Registrato il 23 febbraio 1971
3. Piskow's Filigree – 3:52 – Registrato nel febbraio-marzo 1971
4. Circa 45 – 6:27 – Registrato il 22 febbraio (o) 2 marzo 1971
5. Two Worlds – 4:26 – Registrato nel febbraio-marzo del 1971

Lato B
Testi e musiche di Tony Williams, eccetto dove indicato.
1. Some Hip Drum Shit – 1:31 (Tony Williams, Don Alias, Warren Smith) – Registrato il 23 (o) 25 febbraio 1971
2. Lonesome Wells (Gwendy Trio) – 7:29 – Registrato il 22 febbraio (o) 2 marzo 1971
3. Mom and Dad – 5:42 – Registrato il 25 febbraio 1971
4. The Urchin's of Shermêse – 6:25 – Registrato il 25 febbraio 1971 [2]

## Musicisti
- Tony Williams - batteria, voce
- Khalid Yasin - organo (eccetto brani: Clap City e Some Hip Drum Shit)
- Ted Dunbar - chitarra (eccetto brani: Clap City e Some Hip Drum Shit)
- Ron Carter - contrabbasso, violoncello (eccetto brani: Clap City e Some Hip Drum Shit)
- Don Alias - batteria, percussioni
- Warren Smith - batteria, percussioni
- Jack Bruce - voce aggiunta (brano: Two Worlds)

Note aggiuntive
- Jack Lewis e Tony Williams - produttori
- Monte Kay - produttore esecutivo
- Tony Williams - arrangiamenti
- Registrazioni effettuate presso RCA Studio B di New York City, New York il 22, 23 e 25 febbraio ed il 2 marzo del 1971
- Ray Hall - ingegnere delle registrazioni
- Michael Gross - dipinto e design copertina album originale
- Bob Pike - foto copertina album originale[2][3]